# 3KinoFest

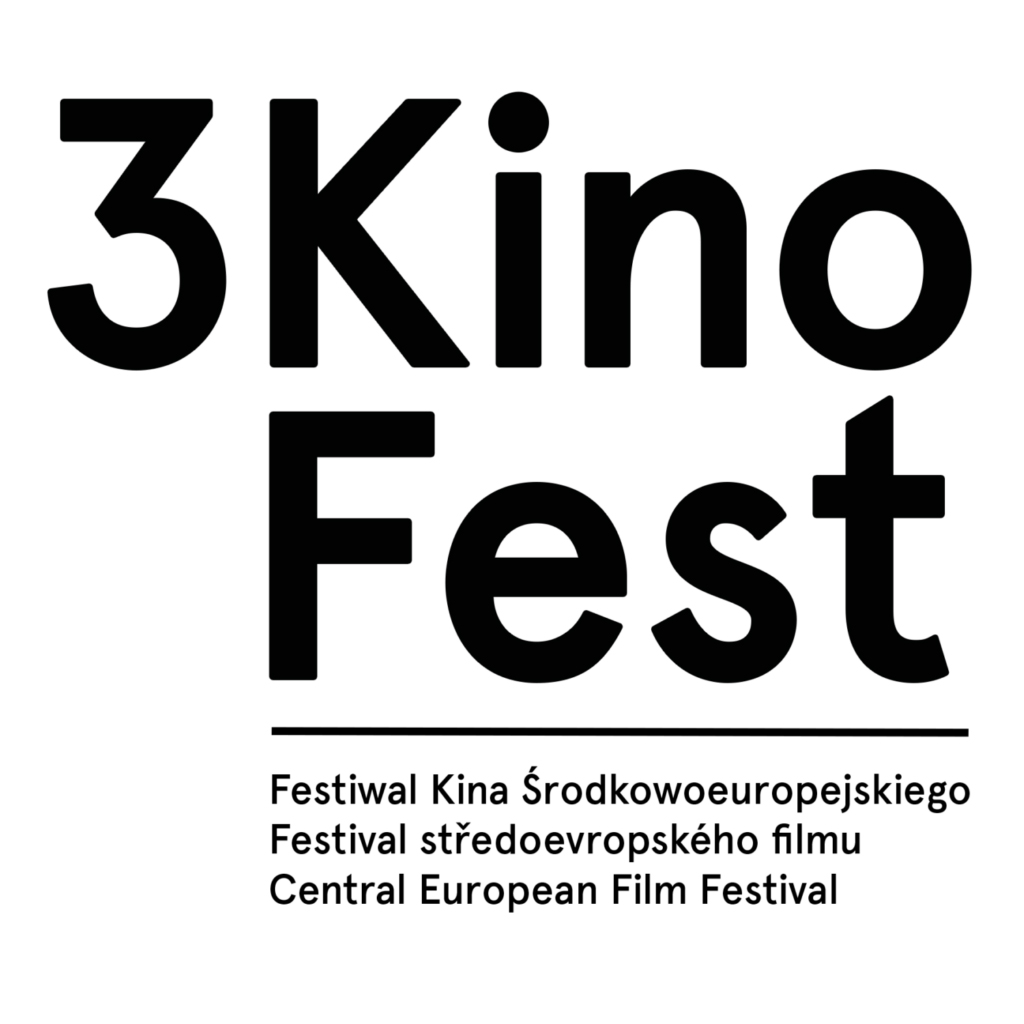
Logo 3KinoFest

Mezinárodní filmový festival 3KinoFest založený roku 2013 v Praze se zaměřuje na kinematografii střední Evropy, s centrem zájmu na Visegrádskou skupinu. Prezentovány jsou snímky z české, polské, maďarské a slovenské produkce. Jednotlivé ročníky představují tematicky zaměřená díla, retrospektivy filmových tvůrců a filmové výběry z partnerských festivalů.
V rámci středoevropského kulturního prostoru se festival zaměřuje na doprovodný program v podobě divadelních projektů a tematicky propojených workshopů či koncertů. Industry program je určený zejména pro filmové tvůrce a studenty filmových škol.

## Historie
Mezinárodní filmový festival 3KinoFest byl založen v roce 2013 a jeho první ročník proběhl v roce 2014. V roce 2019 se festival stal soutěžním, s udělováním dvou cen. Od počátku kladl důraz na vzájemné setkávání a propojování středoevropského kulturního prostoru. V roce 2020 proběhl 7. ročník soutěžního festivalu on-line. V roce 2021 bylo možné festival pořádat opět v kinosálech.

## Ceny
V roce 2019 se festival 3KinoFest stal soutěžním. Mezinárodní odborná porota uděluje cenu za nejlepší hraný celovečerní snímek („Nejlepší středoevropský film“). V  roce 2020 začala být udělována cena za nejlepší debut („Zlatý debut“).
Nejlepší středoevropský film
- 2019 - Jeden den (Egy nap, režie Zsófia Szilágyi)[7]
- 2020 - Nabarvené ptáče (režie Václav Marhoul)[8]
- 2021 - Nezanechat stopy (Żeby nie było śladów, režie Jan P. Matuszyński)[9]
- 2022 - 107 matek (Cenzorka, režie Peter Kerekes)[10]

Zlatý debut
- 2020 - Vše pro mou matku (Wszystko dla mojej matki, režie Małgorzata Imielska)[11]
- 2021 - 25 let neviny (25 lat niewinności, režie Jan Holoubek)[12]
- 2022 - Sonáta (Sonata, režie Bartosz Blaschke)[13]

Speciální cena poroty
- 2020 - Supernova (Supernova, režie Bartosz Kruhlik)[11]
- 2021 - Jiná smečka (Külön falka, režie Hajni Kis)[14]
- 2022 - Apokawixa (Apokawixa, režie Xawery Żuławski)[15]

## Hosté
- Mezi umělce, kteří festival v jednotlivých ročnících navštívili, se zařadili Krzysztof Zanussi,[16] Janusz Majewski, Kinga Dębska, Magdalena Łazarkiewicz, Václav Marhoul[17], Łukasz Grzegorzek, Adam Sikora, Beata Parkanová, Jenovéfa Boková[18], Hana Vagnerová, Vica Kerekes[19], Stanislav Zindulka, Agnieszka Holland,[20] Maciej Stuhr, Zuzana Krónerová[21]